# 梅庵琴派
梅庵琴派，或稱梅庵派，為古琴藝術近代流派之一，形成於民國早期，因王賓鲁始传习琴藝于梅庵而得名。
其音樂風格為旋律流暢、節奏緊湊、下指剛勁、常用輪指，而吟、猱、綽、注的幅度大，有如山東民間歌曲及戲曲的腔調。
代表琴譜為《梅庵琴譜》。
代表琴曲為《梅庵琴譜》收錄的〈平沙落雁〉、〈长门怨〉、〈关山月〉、〈秋江夜泊〉、〈搗衣〉、〈秋風詞〉、〈極樂吟〉、〈鳳求凰〉、〈秋夜長〉、〈玉樓春曉〉、〈風雷引〉、〈釋談章〉、〈挾仙遊〉、〈搔首問天〉等曲。

## 历史
梅庵琴派創始人為王賓魯，其於1917年起任教於南京高等師範學校的梅庵，期間授有徐立孫、邵森（字大蘇）、孫宗彭、程午加等人。1929年，徐立孫等人在南通成立「梅庵琴社」，宗旨為「以古琴為主，琵琶副焉」，用以紀念王燕卿和沈肇州二師。隔年，徐立孫、邵森二人將王賓魯遺稿整理為《梅庵琴譜》出版。此後，琴人間便以「梅庵琴派」稱呼王燕卿的學生們。
徐立孫先後在南通、上海二地傳授古琴，有吳宗漢、劉景韶、邵元復、陳心園、朱惜辰、王吉儒、劉赤城、吳自英等學生。南通梅庵琴社的活動在文革期間停止，直至1980年才恢復，由陳心園繼任社長。1980年代，劉景韶於鎮江成立夢溪琴社，劉赤城則在合肥另立梅庵琴社。
梅庵琴派在海外有不少琴人，例如：邵森之子邵元復於1949年移居臺灣，並於1984年成立臺灣梅庵琴社。而吳宗漢、王憶慈伉儷於1950年代移居香港，又於1967年移居臺灣、1972年移居美國，在三地皆有授徒。現居美西的呂培原、吳自英亦致力於傳播梅庵古琴藝術。
2008年成為國家級非物質文化遺產。

## 主要特点
- 右手剛勁，左手柔和。[9]
- 琴譜點拍，重視節奏的緊湊。[10][11]
- 一氣呵成，要求旋律完整且連貫。[10][11]
- 常用「輪指」。[11]
- 從民間音樂獲取養份，因而有山東民間歌曲、戲曲腔調一般的大幅度吟、猱、綽、注。[11][12]
- 徐立孫總結為「燕卿先生一脈，雖說系出金陵，但得北方之氣為多。加以燕卿先生獨創之風格，所以音韻寬厚雄健之中富有綺麗纏綿之意，剛中有柔而剛柔相濟。」[10]
- 不同人之間會有差異，例如：
  - 孫宗彭細膩、秀麗，徐立孫則是激越、豪放，而王燕卿介於二人之間。[3]
  - 吳自英比較接近孫宗彭，但又受到吳景略影響。[3]

## 代表琴譜
梅庵琴派的主要琴譜有毛式郇著《龍吟館琴譜》和徐立孫、邵森二人根據王賓魯遺稿編成的《梅庵琴譜》。

## 代表琴曲
- 〈平沙落雁〉、〈长门怨〉、〈关山月〉、〈秋江夜泊〉、〈搗衣〉、〈秋風詞〉、〈極樂吟〉、〈鳳求凰〉、〈秋夜長〉、〈玉樓春曉〉、〈風雷引〉、〈釋談章〉、〈挾仙遊〉、〈搔首問天〉

## 代表人物
- 王燕卿：梅庵琴派創始人。[13]
- 徐立孙：第二代，師承王燕卿，與邵大蘇創立南通梅庵琴社、合編《梅庵琴譜》。[14]
- 邵大苏：第二代，師承王燕卿，與徐立孫創立南通梅庵琴社、合編《梅庵琴譜》。[15]
- 程午加：第二代，師承王燕卿。[16]
- 孫宗彭：第二代，師承王燕卿。[17]
- 陈心园：第三代，師承徐立孫，[18]文革後獨自經營梅庵琴社。[4]
- 朱惜辰：第三代，師承陳心園、徐立孫，曾受邵元復指點。徐立孫曾表示朱惜辰青出於藍，為理想傳人。[19]
- 劉景韶：第三代，師承徐立孫。[20]於鎮江成立夢溪琴社。[5]
- 王吉儒：第三代，師承徐立孫。[3]
- 吳自英：第三代，師承王吉儒、孫宗彭、徐立孫。現居美國。[3]
- 劉赤城：第三代，師承劉景韶、徐立孫。在合肥成立梅庵琴社。中國國家級非物質文化遺產傳承人。
- 吳宗漢、王憶慈：第三代，師承徐立孫。移居香港、臺灣、美國等地。[21]
- 邵元復：第三代，邵大蘇之子，成立臺灣梅庵琴社。[6]
- 邵磐世：第三代，邵大蘇之堂侄女。[22]
- 劉善教：第四代，劉景韶之子。中國國家級非物質文化遺產傳承人。
- 唐健垣：第四代，師承吳宗漢、王憶慈。現居香港。
- 王海燕：第四代，師承吳宗漢、王憶慈。現居台灣。曾在台灣的大學教授古琴。
- 呂培原：第四代，師承吳宗漢。現居美國。[23][24]
- 陶筑生：第四代，師承吳宗漢。現居美國。[25]

## 代表錄音
- 《梅庵琴韻》：收錄了徐立孫、陳心園、朱惜辰三人錄製的〈玉樓春曉〉、〈平沙落雁〉、〈長門怨〉、〈搗衣〉、〈秋江夜泊〉、〈風雷引〉、〈搔首問天〉、〈挾仙遊〉等琴曲。